# Veli Acar
Veli Acar (* 30. August 1981 in Kelekçi, Acıpayam, Provinz Denizli) ist ein ehemaliger türkischer Fußballspieler.

## Karriere
Acar begann seine Karriere in der vierten Liga bei Denizli Belediyespor. In drei Jahren absolvierte Acar 90 Spiele und erzielte 20 Tore. Im Sommer 2005 verpflichtete ihn der Zweitligist Bursaspor. Ihm gelang mit Bursaspor der sofortige Aufstieg in die Turkcell Süper Lig, wo er am Ende der Saison 2009/10 auch türkischer Meister wurde. Zur Saison 2010/11 wechselte er zum Aufsteiger Konyaspor.
Nach nur einer Saison wechselte er zu Denizlispor. Hier war er zwei Spielzeiten lang Stammspieler und Kapitän der Mannschaft. 
Zur Saison 2013/14 wurde er von dem Zweitligisten Mersin İdman Yurdu verpflichtet. Nach nur einer Saison wechselte Acar wieder zu seinem vorherigen Verein Denizlispor und unterschrieb für ein Jahr. Im Sommer 2016 und 2017 wurde sein Vertrag um jeweils ein weiteres Jahr verlängert.
Nach dem Ende seines Vertrages gab Acar im Jahr 2018 sein Karriereende bekannt. Zur Saison 2018/19 wurde er bei Denizlispor als Sportdirektor vorgestellt.

## Erfolge
Bursaspor
- Meister der TFF 1. Lig und Aufstieg in die Süper Lig: 2005/06
- Türkischer Meister: 2009/10

Mersin İdman Yurdu
- Playoff-Sieger der TFF 1. Lig und Aufstieg in die Süper Lig: 2013/14